# Championnat du Pérou de football 1957
Navigation
Saison précédente Saison suivante
La saison 1957 du Championnat du Pérou de football est la vingt-neuvième édition du championnat de première division au Pérou. Les dix clubs participants sont regroupés au sein d'une poule unique où ils s'affrontent deux fois au cours de la saison, à domicile et à l'extérieur. À la fin de cette première phase, les cinq premiers disputent la poule pour le titre, les cinq derniers la poule de relégation dont le dernier est relégué et remplacé par le champion de Segunda División, la deuxième division péruvienne.
C'est le club de Centro Iqueño qui remporte la compétition après avoir terminé en tête du classement final du championnat, avec deux points d'avance sur l'Atlético Chalaco et trois sur le duo Alianza Lima-Universitario de Deportes. C'est le tout premier titre de champion du Pérou de l'histoire du club.

## Les clubs participants
| - Alianza Lima - Sport Boys - Mariscal Sucre - Universitario de Deportes - Ciclista Lima | - Atlético Chalaco - Club Centro Deportivo Municipal - Sporting Cristal - Centro Iqueño - Porvenir Miraflores - Promu de Segunda Division |

## Compétition
Le barème utilisé pour établir le classement est le suivant :
- Victoire : 2 points
- Match nul : 1 point
- Défaite, forfait ou abandon : 0 point

### Classement
| Rang | Équipe                          | Pts | J  | G  | N | P  | Bp | Bc | Diff |
| ---- | ------------------------------- | --- | -- | -- | - | -- | -- | -- | ---- |
| 1    | Centro Iqueño                   | 27  | 22 | 10 | 7 | 5  | 38 | 23 | +15  |
| 2    | Atlético Chalaco                | 25  | 22 | 10 | 5 | 7  | 32 | 26 | +6   |
| 3    | Alianza Lima                    | 24  | 22 | 9  | 6 | 7  | 51 | 38 | +13  |
| 4    | Universitario de Deportes       | 24  | 22 | 8  | 8 | 6  | 45 | 34 | +11  |
| 5    | Sporting Cristal (T)            | 23  | 22 | 9  | 5 | 8  | 32 | 30 | +2   |
| 6    | Club Centro Deportivo Municipal | 23  | 22 | 9  | 5 | 8  | 42 | 36 | +6   |
| 7    | Ciclista Lima                   | 20  | 22 | 7  | 6 | 9  | 34 | 42 | -8   |
| 8    | Sport Boys                      | 20  | 22 | 6  | 8 | 8  | 26 | 35 | -9   |
| 9    | Mariscal Sucre                  | 19  | 22 | 5  | 9 | 8  | 27 | 36 | -9   |
| 10   | Porvenir Miraflores (P)         | 15  | 22 | 4  | 7 | 11 | 25 | 52 | -27  |

|  | Champion du Pérou 1957                                |
|  | Relégation directe en Segunda División                |
|  | (T) : Tenant du titre (P) : Promu de Segunda Division |

## Bilan de la saison
| Championnat du Pérou de football 1957 |                           |
| Champion                              | Centro Iqueño (1er titre) |
| Promotions et relégations             |                           |
| Promus en Primera División            | Mariscal Castilla         |
| Relégués en Segunda División          | Porvenir Miraflores       |